# Giroro
Giroro (ギロロ Giroro?), es uno de los personajes del anime y manga Sargento Keroro. Fue el tercero en aparecer y es el cabo (en realidad tiene rango de cabo primero, el segundo más alto de la tropa). Además, es el hermano menor del teniente Garuru, militar de rango A del ejército keronense. Encontró a Keroro y lo investigó a él y a la familia Hinata. Les intentó atacar pero fue derrotado por Natsumi, de la que se enamoró por su poder ofensivo. Vive en el jardín de los Hinata, en una tienda de campaña ocre con sus ojos pintados, pues según el nunca vivirá bajo el techo del enemigo. Es un gran luchador y guerrero cuerpo a cuerpo, pues pertenece a la infantería pesada de élite keronense. Es también experto en tácticas de supervivencia, que le hacen casi tan poderoso como Dororo. Es de color rojo, tiene una cicatriz que le cruza la cara por encima del ojo izquierdo (hecha por el Sargento Keroro, según dice),lleva un gorro granate. Su símbolo es una calavera. Tiene en los ojos una perpetua mirada fría, que concuerda con su carácter irascible y serio (de hecho en japonés "giro" significa mirada agresiva o incluso mirada asesina). Porta siempre una gran cantidad de armas láser keronenses, como metralletas y bazookas, que aparece abrillantando diariamente, y lleva a la espalda un cinturón, que según él es un recuerdo de sus camaradas caídos en combate, pero que en realidad contiene una foto de su amor secreto, Natsumi, que le da fuerza y coraje en las luchas. Nunca falla un tiro, tiene una precisión del 100%. Mantiene una gran rivalidad con el criado de Momoka, Paul. Se entienden solo con la mirada y reconoce que es un gran luchador. No soporta las tonterías de Keroro y menos aún, cuando hace el vago y se entretiene con las maquetas. Cuando eso ocurre, normalmente Giroro le tira una granada o le pega una paliza. Fue él, quien, al ver que la misión no avanzaba y los planes fracasaban, recomendó buscar al alférez Kururu, al que odia. Siempre se están peleando (estilo músculo contra cerebro) y más si le gasta bromas con Natsumi.
Tiene una relación muy intensa con Natsumi. Aspira a una relación "seria" con ella, pero sus sentimientos no suelen ser correspondidos. Natsumi le aprecia más que al resto de keronenses, debido a que, entre otras razones, ambos tienen una personalidad muy combativa y encajan bien. El afecto es mutuo, sólo que ella no da indicios claros de quererlo. Giroro la protege mucho, especialmente de las tonterías de Keroro, y es muy celoso con ella; cada vez que Natsumi está con Saburo, Giroro se apresura a separarlos, y reacciona mal ante la compañía de Koyuki con su amada. De hecho reacciona de modo muy parecido al de Tamama con Keroro. 
Yoshizaki se aprovecha siempre de la tensión sexual que crea entre los dos, y siempre que sale Natsumi de forma sexy o la ve desnuda le sale humo de la cabeza, babea o le sale un surtidor tremendo de sangre de la nariz.
Quiere invadir Pokopén, pero no quiere que les destituyan porque no quiere dejar de ver a "su" Natsumi, tal y como él la denomina. También le gusta asar boniatos en el jardín, de los cuales una vez, montó un campo entero sólo para cultivárselos a ella, que le gustan mucho.
Se ha llegado a declarar oficialmente a Natsumi cuando esta estaba bajo los efectos de un arma de Kururu.
Tiene 6 personalidades diferentes, además de la suya propia, mostradas en el capítulo "las siete caras de Giroro":
- Giroldado
- Girollorón
- Gironriente
- Girocinilla
- Girorina
- Girogalán

- Datos: Q3769028